# Palazzo Roccabruna
Palazzo Roccabruna è un palazzo a Trento risalente alla metà del XVI secolo e facente parte di un aggregato di varie unità edilizie realizzato nello stesso periodo all'epoca di proprietà della famiglia Roccabruna.

## Descrizione

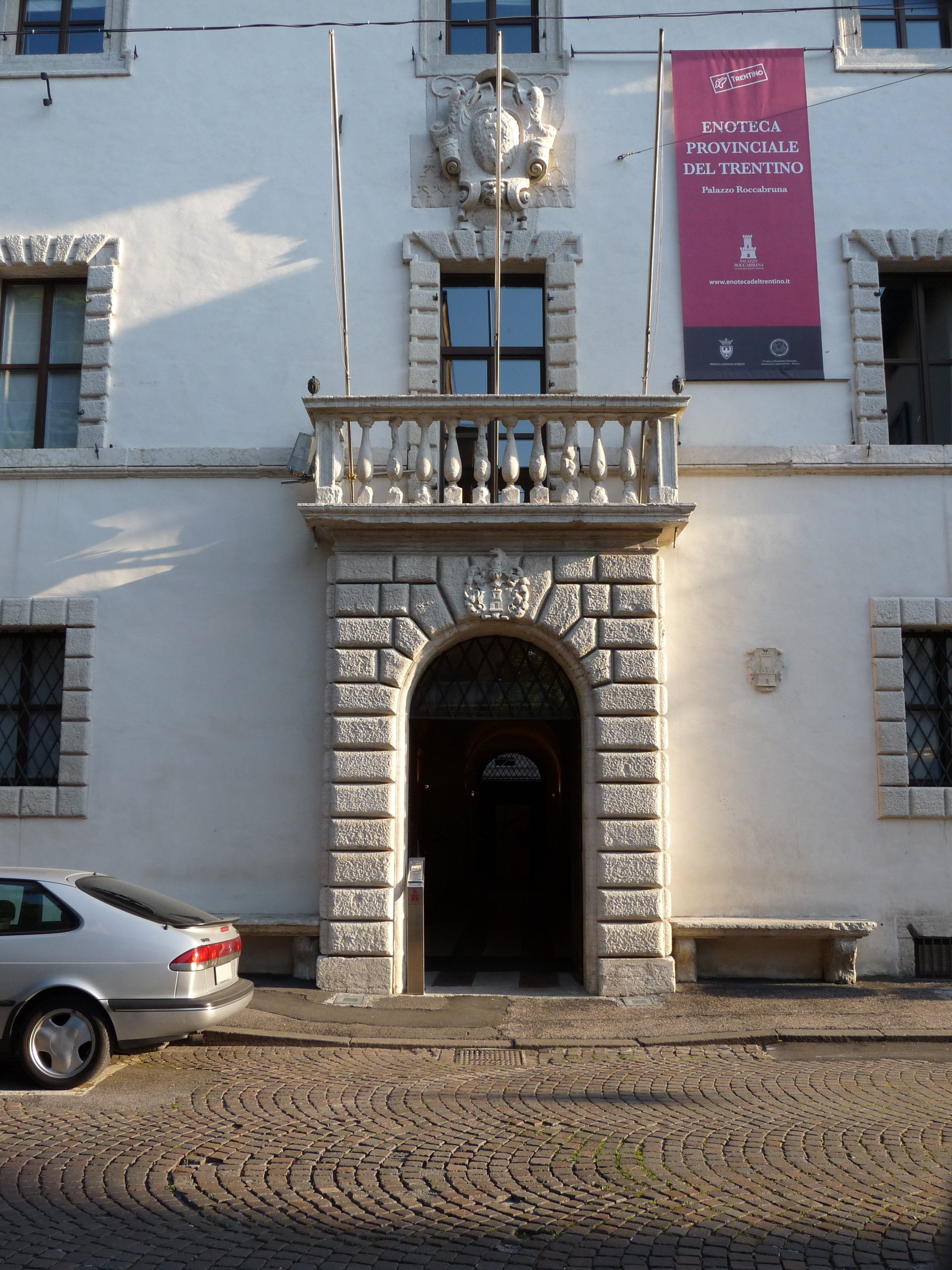
Portale d'ingresso

Il palazzo, sito in via SS. Trinità 24, si sviluppa su tre piani f.t., ha un cortile sul retro e presenta sulla facciata settentrionale un portale bugnato racchiuso tra due panche in pietra, con lo stemma dei Roccabruna sulla chiave di volta. Il portale sorregge un balconcino con balaustra in pietra, a sua volta sormontato da uno stemma in gesso di attribuzione incerta tra Ludovico Madruzzo ed il nipote Cristoforo Madruzzo.
Il portale si apre su un atrio a corridoio con volte, decorato con stucchi e busti di imperatori romani nelle lunette sul soffitto.
Il piano nobile presenta un salone con affreschi nella parte superiore e decorazioni ad encausto di soli e lune nella parte inferiore. Il soffitto è ligneo a cassettoni, il e caminetto affrescato presenta lo stemma Alberti. Da esso si accede al balcone sopra il portale d'ingresso ed alla cappella.
La cappella, dedicata a san Gerolamo, è collocata a mo' di ponte sopra vicolo Gaudenti, nella struttura che collega il palazzo con l'edificio sul lato occidentale (un tempo anch'esso di proprietà dei Roccabruna). Il pavimento è rivestito di mattonelle di maiolica, mentre il soffitto è decorato da stucchi. La parte superiore delle pareti è affrescata con quattordici scene tratte dalla vita di san Gerolamo, mentre nella parte inferiore vi è un affresco con il ritratto del canonico Gerolamo Roccabruna, in passato attribuito a Tiziano Vecellio..

## Storia

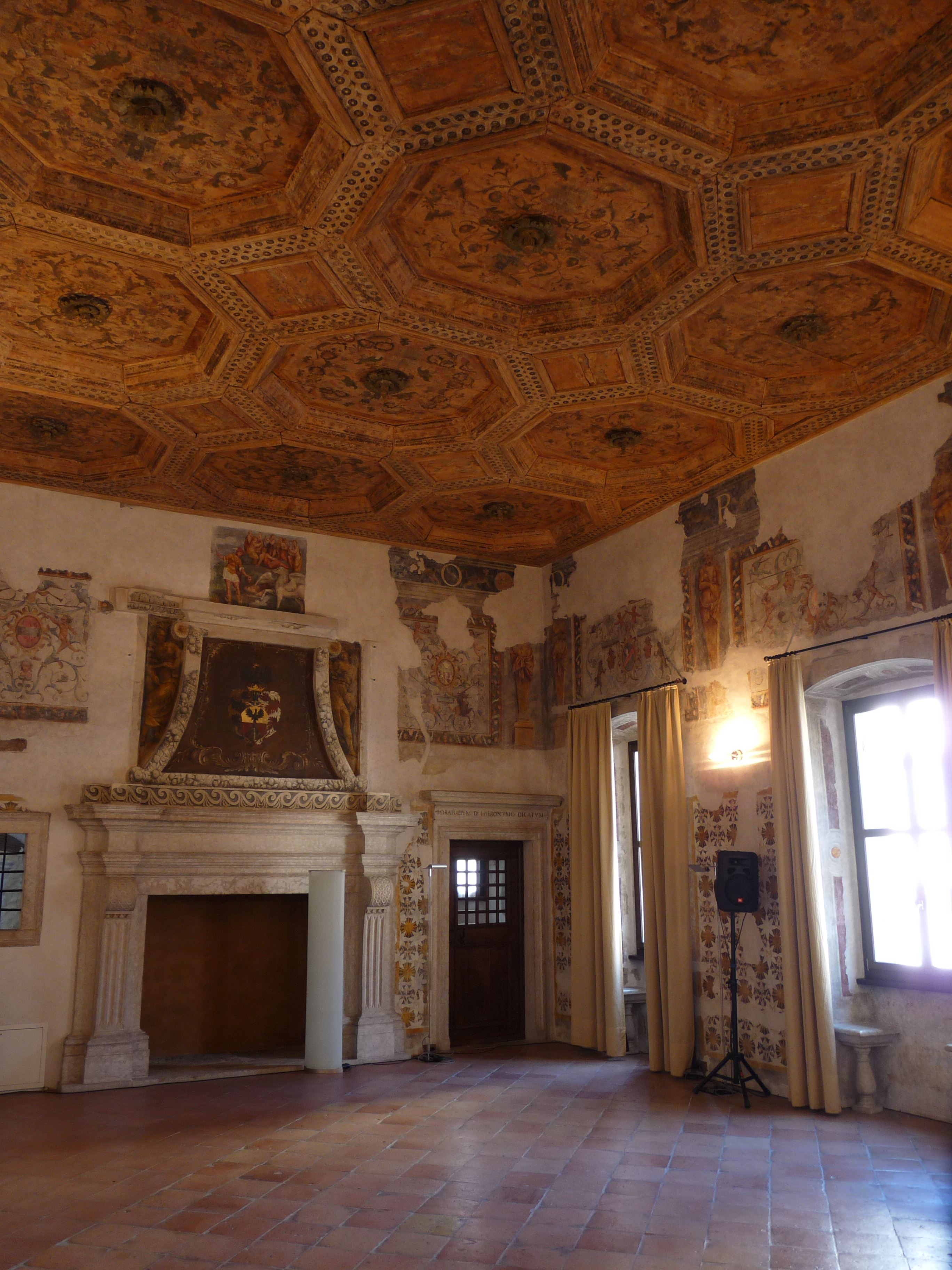
La "sala del Conte di Luna" al piano nobile

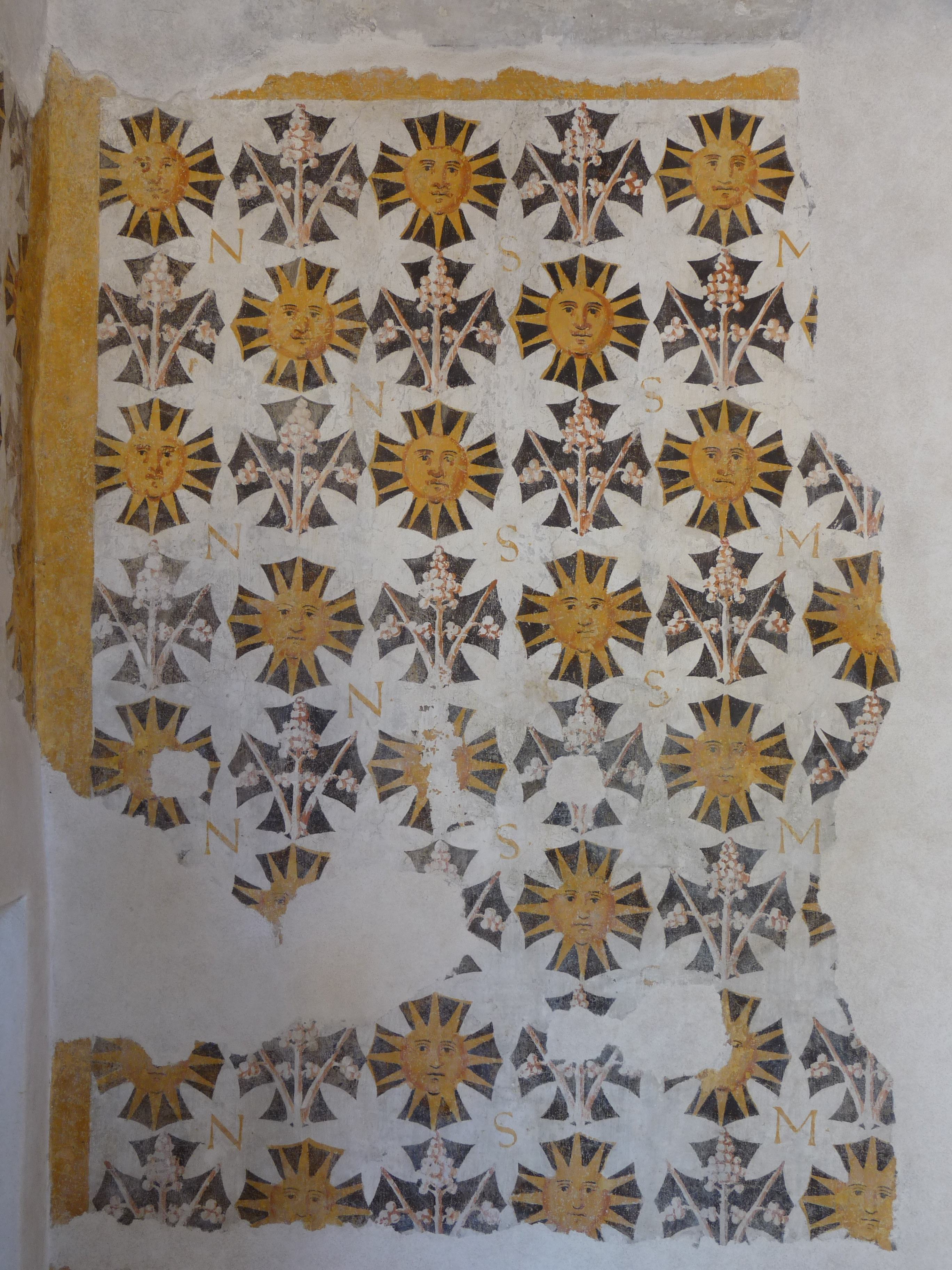
Decorazioni ad encausto nella parte inferiore del salone

La realizzazione del palazzo si colloca a metà del XVI secolo: sull'architrave di una porta al piano terreno si legge l'anno 1554.
Al tempo del Concilio di Trento il piano nobile fu preso in affitto per un breve periodo (a 50 scudi d'oro al mese) da Claudio Fernandez de Quiñones, oratore di Filippo II di Spagna, conosciuto come conte di Luna, che fece decorare la parte inferiore del salone con soli ad encausto. A memoria di ciò il salone è detto sala del conte di Luna.
A partire dalla metà del XVII sec. il palazzo cambiò più volte proprietà, andando progressivamente in degrado con la cappella ridotta a deposito di mobili ed attrezzi agricoli ed infiltrazioni d'acqua dal tetto.
Dal febbraio 2002, al termine di un'opera di restauro, il palazzo è di proprietà della Camera di commercio, industria, artigianato e agricoltura di Trento. Dal settembre del 2007 è sede dell'Enoteca provinciale del Trentino.